# Ring van Waldeyer
De ring van Waldeyer is de benaming voor ringvormige positionering van lymfeweefsel in de naso- en keelholte dat betrokken is bij de afweer van het menselijk lichaam tegen ziektekiemen, schimmels en micro-organismen die via de mond of neus binnenkomen. 
Zijn voornaamste functie is de handhaving van onze gezondheid en het bestrijden van binnendringende ziektekiemen via de mond en neus.
Dit lymfeweefsel is zeer belangrijk op jonge leeftijd. In deze periode is het immuunsysteem nog volop in ontwikkeling en in deze periode is het weefsel dan ook groter en sterker ontwikkeld dan op volwassen leeftijd, nodig voor deze verhoogde activiteit. Men  moet eerst afweer maken tegen de nieuwe ziektekiemen, om er later min of meer immuun tegen te worden.
De meest prominente onderdelen van dit weefsel zijn de (keel)amandelen (tonsillen / tonsillae palatinae) en bestaan voor de rest uit het adenoïd, de tonsilla lingualis en de tonsilla tubaria.